# Martin Buttrich
Martin Buttrich ist ein deutscher Musikproduzent, der unter verschiedenen Pseudonymen, in zahlreichen Formationen und für verschiedene andere Künstler tätig ist/war. Popularität hat vor allem seine Produktionsarbeit für Timo Maas und Loco Dice erreicht.
Unter seinem eigenen Namen erschienen während längerer Zeit nur vereinzelt Remixe, zum Beispiel für Moloko. Seit 2006 erscheinen nun auch vermehrt wieder Veröffentlichungen unter seinem bürgerlichen Namen, zuletzt für Poker Flat Recordings, Planet E und Four:Twenty Recordings.

## Pseudonyme
- Freak Sensation (2 Veröffentlichungen auf ProgCity)
- X-Rotation (1 Veröffentlichung auf Adam & Eve)

## Kollaborationen
- Airpack II (mit Timo Maas und Andy Bolleshon, 1 Veröffentlichung auf Casseopaya Recordings )
- Auralis (mit Daniel Bross, 1 Veröffentlichung auf LiTime)
- Black Pearl (mit Nina Stromann, 1 Veröffentlichung auf Four:Twenty)
- Digital City (mit Andy Bolleshon, 2 Veröffentlichungen auf Digital City und E.Vibe)
- Kinetic A.T.O.M. (mit Timo Maas und Andy Bolleshon, 4 Veröffentlichungen auf Phuture Wax und Colourbox, 2 Remixes)
- Logique (mit Andy Bolleshon, 3 Veröffentlichungen auf Prolekult, Casseopaya, Nitelite und Deep Culture)
- Mad Dogs (mit Timo Maas, Leon Alexander und Andy Bolleshon, 5 Veröffentlichungen auf Planet Breakz, MFS, Silver Planet und Bedrock)
- Orinoko (mit Timo Maas und Andy Bolleshon, 7 Veröffentlichungen auf 3 Lanka, Sony Music, Dance Pool, Remote, Positiva, Dance Division, EMI)
- Phunk Diggaz (mit Andy Bolleshon, 2 Veröffentlichungen auf Plastic City und Tide)
- Prologue (mit Andy Bolleshon, 2 Veröffentlichungen auf Plastic City und Universal Prime)
- Rhythm Assault (mit Andy Bolleshon, 3 Veröffentlichungen auf ProgCity, LiTime)
- Riot Rhythm (mit Andy Bolleshon, 2 Veröffentlichungen auf Aquatic Planet, Noom Records)
- Skydivers (mit Timo Maas und Andy Bolleshon, 1 Veröffentlichung auf Deep Zone)
- Sound of Life (mit Andy Bolleshon und Dee Zee, 5 Veröffentlichungen auf ProgCity und Peppermint Jam)

## Diskografie
- 2007 – Hunter (12"), Cocoon Recordings
- 2008 – I Lost My Wallet (12"), Cocoon Recordings
- 2010 – Crash Test, Desolat
- 2011 – Fire Files, Desolat